# Trophée NHK 1991
Navigation
Édition précédente Édition suivante
Le Trophée NHK (en anglais : NHK Trophy) est une compétition internationale de patinage artistique qui se déroule au Japon au cours de l'automne. Il accueille des patineurs amateurs de niveau senior dans quatre catégories: simple messieurs, simple dames, couple artistique et danse sur glace.
Le treizième Trophée NHK est organisé du 12 au 15 décembre 1991 à Hiroshima.

## Résultats

### Messieurs
| Rang    | Nom                    | Pays             | Points | Prog. court | Prog. libre |
| ------- | ---------------------- | ---------------- | ------ | ----------- | ----------- |
| 1       | Grzegorz Filipowski    | Pologne          | 2.5    | 1           | 2           |
| 2       | Vyacheslav Zahorodnyuk | Union soviétique | 3.0    | 4           | 1           |
| 3       | Aleksey Urmanov        | Union soviétique | 4.0    | 2           | 3           |
| 4       | Masakazu Kagiyama      | Japon            | 5.5    | 3           | 4           |
| 5       | David Liu              | Taipei chinois   | 8.0    | 6           | 5           |
| 6       | Patrick Brault         | Canada           | 8.5    | 5           | 6           |
| 7       | Ralph Burghart         | Autriche         | 12.0   | 8           | 8           |
| 8       | Craig Heath            | États-Unis       | 13.0   | 12          | 7           |
| 9       | Oula Jääskeläinen      | Finlande         | 14.0   | 10          | 9           |
| 10      | Cameron Medhurst       | Australie        | 14.5   | 9           | 10          |
| 11      | Zhang Shubin           | Chine            | 15.5   | 7           | 12          |
| 12      | Erik Larson            | États-Unis       | 18.0   | 14          | 11          |
| 13      | Péter Kovács           | Hongrie          | 19.5   | 13          | 13          |
| Abandon | Peter Johansson        | Suède            |        | 11          |             |

### Dames
| Rang | Nom                | Pays             | Points | Prog. court | Prog. libre |
| ---- | ------------------ | ---------------- | ------ | ----------- | ----------- |
| 1    | Midori Ito         | Japon            | 1.5    | 1           | 1           |
| 2    | Surya Bonaly       | France           | 3.0    | 2           | 2           |
| 3    | Chen Lu            | Chine            | 4.5    | 3           | 3           |
| 4    | Karen Preston      | Canada           | 6.0    | 4           | 4           |
| 5    | Junko Yaginuma     | Japon            | 8.0    | 6           | 5           |
| 6    | Yulia Vorobieva    | Union soviétique | 8.5    | 5           | 6           |
| 7    | Mari Asanuma       | Japon            | 11.0   | 8           | 7           |
| 8    | Tonia Kwiatkowski  | États-Unis       | 11.5   | 7           | 8           |
| 9    | Annie St. Hilaire  | Canada           | 13.5   | 9           | 9           |
| 10   | Anisette Torp-Lind | Danemark         | 15.5   | 11          | 10          |
| 11   | Tatiana Rachkova   | Union soviétique | 16.0   | 10          | 11          |
| 12   | Lee Eun Hee        | Corée du Sud     | 18.0   | 12          | 12          |

### Couples
| Rang | Nom                                | Pays             | Points | Prog. court | Prog. libre |
| ---- | ---------------------------------- | ---------------- | ------ | ----------- | ----------- |
| 1    | Evgenia Shishkova / Vadim Naumov   | Russie           | 2.5    | 3           | 1           |
| 2    | Radka Kovaříková / René Novotný    | Tchécoslovaquie  | 3.0    | 2           | 2           |
| 3    | Marina Eltsova / Andrei Bushkov    | Union soviétique | 3.5    | 1           | 3           |
| 4    | Jenni Meno / Scott Wendland        | États-Unis       | 6.0    | 4           | 4           |
| 5    | Christine Hough / Doug Ladret      | Canada           | 7.5    | 5           | 5           |
| 6    | Michelle Menzies / Kevin Wheeler   | Canada           | 9.0    | 6           | 6           |
| 7    | Rena Inoue / Tomoaki Koyama        | Japon            | 10.5   | 7           | 7           |
| 8    | Susan Ann Purdy / Scott Chiamulera | États-Unis       | 12.5   | 9           | 8           |
| 9    | Danielle Carr / Stephen Carr       | Australie        | 13.0   | 8           | 9           |
| 10   | Kathryn Pritchard / Jason Briggs   | Royaume-Uni      | 15.0   | 10          | 10          |
| 11   | Meiyu Chi / Wei Li                 | Chine            | 16.5   | 11          | 11          |

### Danse sur glace
| Rang | Nom                                     | Pays             | Points | Danse imposée 1 | Danse imposée 2 | Danse originale | Danse libre |
| ---- | --------------------------------------- | ---------------- | ------ | --------------- | --------------- | --------------- | ----------- |
| 1    | Maïa Oussova / Alexandre Jouline        | Union soviétique | 2.0    | 1               | 1               | 1               | 1           |
| 2    | Oksana Grichtchouk / Ievgueni Platov    | Union soviétique | 4.0    | 2               | 2               | 2               | 2           |
| 3    | Stefania Calegari / Pasquale Camerlengo | Italie           | 6.0    | 3               | 3               | 3               | 3           |
| 4    | Kateřina Mrázová / Martin Šimeček       | Tchécoslovaquie  | 8.0    | 4               | 4               | 4               | 4           |
| 5    | Michelle McDonald / Martin Smith        | Canada           | 11.0   | 6               | 6               | 6               | 5           |
| 6    | Sophie Moniotte / Pascal Lavanchy       | France           | 11.0   | 5               | 5               | 5               | 6           |
| 7    | Jeanne Miley / Michael Verlich          | États-Unis       | 14.0   | 7               | 7               | 7               | 7           |
| 8    | Regina Woodward / Csaba Szentpetery     | Hongrie          | 16.0   | 8               | 8               | 8               | 8           |
| 9    | Elizabeth McLean / Ron Kravette         | États-Unis       | 18.0   | 9               | 9               | 9               | 9           |
| 10   | Kaoru Ktakino / Kenji Takino            | Japon            | 20.0   | 10              | 10              | 10              | 10          |
| 11   | Ayako Higashino / Tatsuro Matsumura     | Japon            | 22.0   | 11              | 11              | 11              | 11          |
| 12   | Bing Han / Hui Yang                     | Chine            | 24.0   | 12              | 12              | 12              | 12          |
| 13   | Yun Hee Park / Jong Hyun Ryu            | Corée du Sud     | 26.0   | 13              | 13              | 13              | 13          |

## Source
- 1991 NHK Trophy sur wikipedia anglais